# 三隅佳子
三隅 佳子（みすみ よしこ、1934年〈昭和9年〉9月7日 - 2018年〈平成30年〉9月7日）は、日本の地方公務員、教育者である。専門は家政学、ジェンダー問題。

## 来歴
福岡県北九州市出身。福岡県立小倉高校、共立女子大学を卒業後、5年間小学校の教員を務めた。退職後は子育てに専念する中でPTAや母の会の活動を始め、1978年（昭和53年）、北九州市社会教育指導員となる。
その後短大講師を経て1982年（昭和57年）、北九州市役所で初めて民間出身の女性管理職となり、翌1983年（昭和58年）には初代の婦人対策室室長に就任。1990年（平成2年）には市民局女性行政推進部長、併せて財団法人アジア女性交流・研究フォーラムの専務理事にも就任した。
1995年（平成7年）、北九州市立男女共同参画センター「ムーブ」の初代所長に就任。財団法人アジア女性交流・研究フォーラム理事長、同会長を経て顧問、北九州ESD協議会副代表、NPO法人北九州サステイナビリティ研究所理事長、UNウィメン日本国内委員会副理事長などを歴任した。
2006年（平成18年）、内閣府男女共同参画社会づくり功労者表彰受賞。2018年（平成30年）9月7日に死去。84歳没。生没同日であった。